# Nielsine Nielsen
Nielsine Mathilde Nielsen (født 10. juni 1850 i Svendborg, død 8. oktober 1916 i København) var Danmarks første kvindelige akademiker. Hun åbnede i 1889 sin egen praksis som læge i København.

## Familie og barndom
Nielsine Nielsens forældre var Karen Jensen (1811 i Gentofte -1882) og skibsreder Lars Nielsen (1808 i Bregninge - 1882). Nielsine voksede op på Færgevejen i Svendborg.
Da Nielsine var 10 år gammel, sejlede hendes far som skipper på skibet Catharina mellem København og England. Nielsine boede selv med sine to ældre søstre Elisabeth Sophie Nielsen og Laura Cathinca Nielsen og sin mor i huset, som familien ejede.
Hun var som ung stærkt påvirket af, at en bror døde i et skibsforlis, og en søster døde af tyfus.
Nielsines autoritære far, Lars, var forbeholden over for hendes senere ambitioner, men moren, Karen, og søsteren Laura var meget støttende.

## Uddannelse
Da hun var 18, flyttede Nielsine til København, hvor hun uddannede sig til lærerinde ved Frøknerne Villemoes-Qvistgaards Institut mod at undervise i to år på instituttet. Gennem avislæsning om udenlandske kvindelige læger og brevveksling med den svenskfødte læge Charlotte Yhlen i USA fik hun idéen om at studere til læge. Hun blev støttet af den nationalliberale politiker og læge C.E. Fenger, som i 1874 overbragte hendes ansøgning til Kirke- og Undervisningsministeriet om at tage studentereksamen og derefter blive indskrevet på lægestudiet. Året efter fik kvinder ret til at blive indskrevet på Københavns Universitet.
I 1877 tog hun og Johanne Marie Gleerup henholdsvis matematisk-naturvidenskabelige og sproglige studentereksaminer fra Borgerdydsskolen. Begge havde modtaget privatundervisning af Ludvig Trier. Samme år blev Nielsine optaget som den første kvindelige studerende på Københavns Universitet og dermed også i Danmark. Nielsine bestod sin embedseksamen med første karakter fra Københavns Universitet i 1885.
Nielsine Nielsen er én af i alt 10 kvinder, som er på PostNords frimærker i 2022.

## Læge
Startede i 1889 praksis som læge i København.
 Dette afsnit eller denne liste er kun påbegyndt. Hvis du ved mere om emnet, kan du hjælpe Wikipedia ved at tilføje mere.

## Dansk Kvindesamfund
Tekst mangler, hjælp os med at skrive teksten

## Legater
Tekst mangler, hjælp os med at skrive teksten